# Politique dans la Loire
Le département français de la Loire est un département créé le 12 août 1793 par la partition du département de Rhône-et-Loire, à partir des anciennes provinces du Lyonnais, du Forez et du Beaujolais. Les 323 actuelles communes, dont presque toutes sont regroupées en intercommunalités, sont organisées en 21 cantons permettant d'élire les conseillers départementaux. La représentation dans les instances régionales est quant à elle assurée par 18 conseillers régionaux. Le département est également découpé en 6 circonscriptions législatives, et est représenté au niveau national par six députés et quatre sénateurs. 

## Représentation politique et administrative

### Préfets et arrondissements

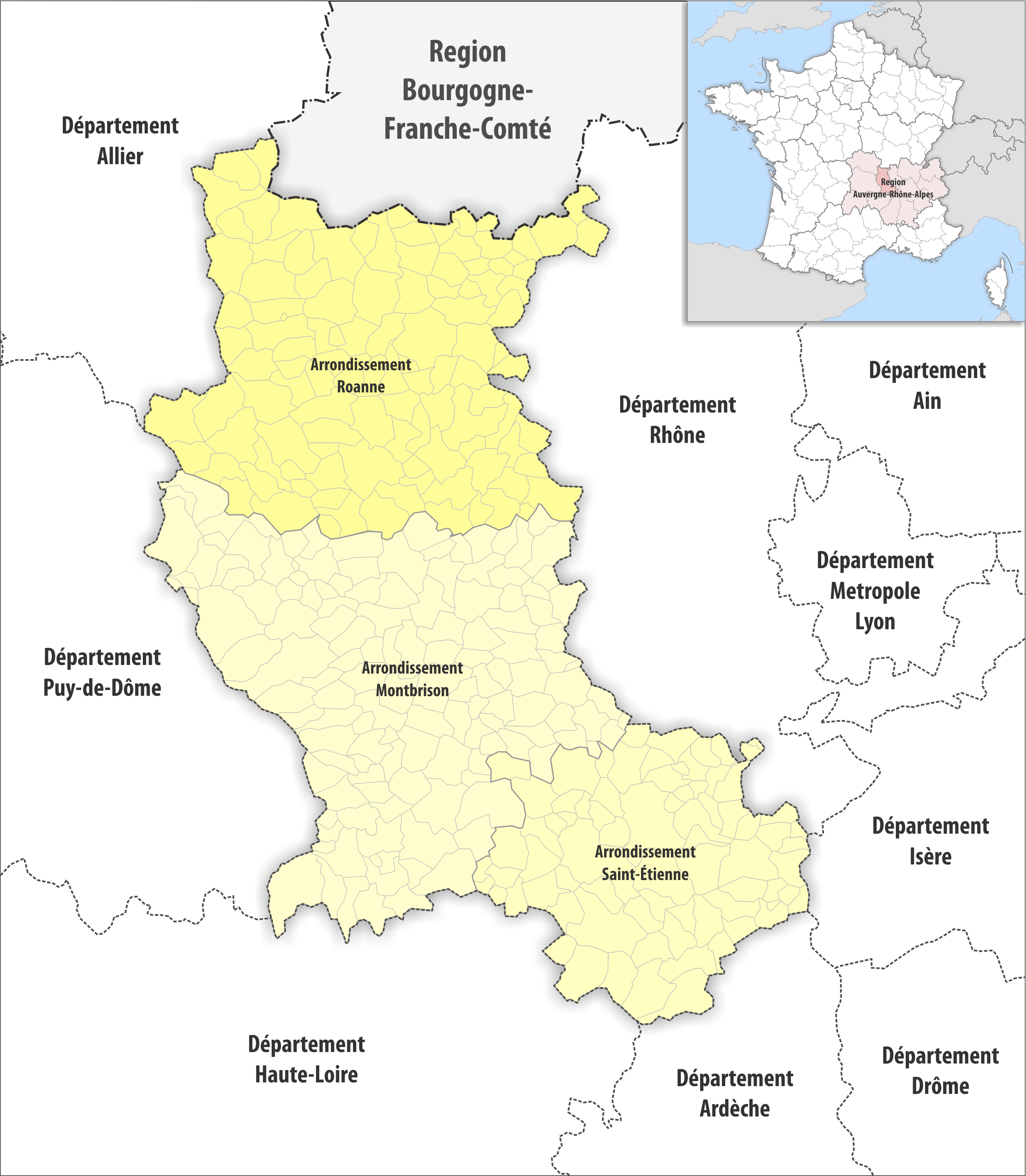
Arrondissements

La préfecture de la Loire est localisée à Saint-Étienne. Le département possède en outre deux sous-préfectures à Montbrison et Roanne.

### Députés et circonscriptions législatives

Circonscriptions et affiliations à l'issue des élections de 2024.

| Circ. | Nom                      |  | Parti | Groupe                    | Suppléant             |
| ----- | ------------------------ |  | ----- | ------------------------- | --------------------- |
| 1re   | Pierrick Courbon         |  | PS    | Socialistes et apparentés | Julie Tokhi           |
| 2e    | Andrée Taurinya          |  | LFI   | La France insoumise       | Abdallah Samir Mouhli |
| 3e    | Emmanuel Mandon          |  | MoDem | Les Démocrates            | François Rochebloine  |
| 4e    | Sylvie Bonnet            |  | LR    | Droite républicaine       | Dino Cinieri          |
| 5e    | Antoine Vermorel-Marques |  | LR    | Droite républicaine       | Jérémie Lacroix       |
| 6e    | Jean-Pierre Taite        |  | LR    | Droite républicaine       | Jean-Yves Bonnefoy    |

### Sénateurs
| Nom                  |  | Parti | Groupe                                                  | Autres mandats (passés ou actuels)                                                  |
| -------------------- |  | ----- | ------------------------------------------------------- | ----------------------------------------------------------------------------------- |
| Hervé Reynaud        |  | LR    | Les Républicains                                        | Maire de Saint-Chamond (2014→ 2023)                                                 |
| Cécile Cukierman     |  | PCF   | Communiste, républicain, citoyen et écologiste – Kanaky |                                                                                     |
| Pierre-Jean Rochette |  | DVD   | Les Indépendants – République et territoires            | Maire de Boën-sur-Lignon (2014 → 2023) Conseiller général de la Loire (2015 → 2021) |
| Jean-Claude Tissot   |  | PS    | Socialiste, écologiste et républicain                   | Maire de Saint-Marcel-de-Félines (2008 → 2017)                                      |

### Conseillers départementaux

Cantons et affiliations à l'issue des élections de 2021.

| Canton              | Conseiller Sortant         | Parti | Parti | Conseiller Elu           | Parti | Parti |
| ------------------- | -------------------------- | ----- | ----- | ------------------------ | ----- | ----- |
| Andrézieux-Bouthéon | Sylvain Dardoullier        |       | DVD   | Sylvain Dardoullier      |       | DVD   |
| Andrézieux-Bouthéon | Michèle Maras              |       | LR    | Nicole Bruel             |       | DVD   |
| Boën-sur-Lignon     | Chantal Brosse             |       | DVD   | Chantal Brosse           |       | DVD   |
| Boën-sur-Lignon     | Pierre-Jean Rochette       |       | DVD   | Pierre-Jean Rochette     |       | DVD   |
| Charlieu            | Jérôme Lacroix             |       | DVD   | Jérôme Lacroix           |       | DVD   |
| Charlieu            | Clotilde Robin             |       | LR    | Clotilde Robin           |       | LR    |
| Le Coteau           | Véronique Chaverot         |       | LR    | Véronique Chaverot       |       | LR    |
| Le Coteau           | Daniel Frechet             |       | LR    | Daniel Frechet           |       | LR    |
| Feurs               | Marianne Darfeuille        |       | DVD   | Marianne Darfeuille      |       | DVD   |
| Feurs               | Pierre Véricel             |       | LR    | Pierre Véricel           |       | LR    |
| Firminy             | Nathalie Desa-Ferriol      |       | PCF   | Danielle Cinieri         |       | LR    |
| Firminy             | Marc Petit                 |       | DVG   | Julien Luya              |       | LR    |
| Montbrison          | Jean-Yves Bonnefoy         |       | DVD   | Jean-Yves Bonnefoy       |       | DVD   |
| Montbrison          | Annick Brunel              |       | DVD   | Annick Brunel            |       | DVD   |
| Le Pilat            | Georges Bonnard            |       | DVD   | Jean-François Chorain    |       | DVD   |
| Le Pilat            | Valérie Peysselon          |       | DVD   | Valérie Peysselon        |       | DVD   |
| Renaison            | Violette Auberger          |       | LFI   | Huguette Burelier        |       | DVD   |
| Renaison            | Jean Bertholin             |       | DVG   | Antoine Vermorel-Marques |       | LR    |
| Rive-de-Gier        | Jean-Claude Charvin        |       | LR    | Bernard Laget            |       | DVD   |
| Rive-de-Gier        | Séverine Reynaud           |       | DVD   | Séverine Reynaud         |       | DVD   |
| Roanne-1            | Brigitte Dumoulin          |       | PS    | Brigitte Dumoulin        |       | PS    |
| Roanne-1            | Jean-Jacques Ladet         |       | PS    | Jean-Jacques Ladet       |       | PS    |
| Roanne-2            | Éric Michaud               |       | PS    | Lucien Murzi             |       | LR    |
| Roanne-2            | Pascale Vialle-Dutel       |       | PS    | Farida Ayadene           |       | DVD   |
| Saint-Chamond       | Solange Berliet            |       | DVD   | Stéphanie Calaciura      |       | DVD   |
| Saint-Chamond       | Hervé Reynaud              |       | LR    | Hervé Reynaud            |       | LR    |
| Saint-Étienne-1     | Fabienne Perrin            |       | LR    | Fabienne Perrin          |       | LR    |
| Saint-Étienne-1     | Georges Ziegler            |       | LR    | Georges Ziegler          |       | LR    |
| Saint-Étienne-2     | Jean-François Barnier      |       | UDI   | Jean-François Barnier    |       | UDI   |
| Saint-Étienne-2     | Alexandra Ribeiro-Custodio |       | LR    | Pascale Lacour           |       | DVD   |
| Saint-Étienne-3     | Arlette Bernard            |       | PS    | Arlette Bernard          |       | PS    |
| Saint-Étienne-3     | Pierrick Courbon           |       | PS    | Pierrick Courbon         |       | PS    |
| Saint-Étienne-4     | Paul Celle                 |       | DVD   | Jordan Da Silva          |       | DVD   |
| Saint-Étienne-4     | Christiane Jodar           |       | DVD   | Marie-Jo Perez           |       | DVD   |
| Saint-Étienne-5     | Régis Juanico              |       | G.s   | Régis Juanico            |       | G.s   |
| Saint-Étienne-5     | Marie-Michelle Vialleton   |       | EÉLV  | Marie-Michelle Vialleton |       | EÉLV  |
| Saint-Étienne-6     | Joseph Ferrara             |       | LREM  | Paul Corrieras           |       | DVD   |
| Saint-Étienne-6     | Nadia Semache              |       | DVG   | Nadia Semache            |       | DVG   |
| Saint-Just-Rambert  | Colette Ferrand            |       | DVD   | Sylvie Bonnet            |       | LR    |
| Saint-Just-Rambert  | Alain Laurendon            |       | LR    | Eric Lardon              |       | LR    |
| Sorbiers            | Corinne Besson-Fayolle     |       | DVD   | Corinne Besson-Fayolle   |       | DVD   |
| Sorbiers            | Yves Partrat               |       | LR    | Yves Partrat             |       | LR    |

### Conseillers régionaux
Présidence : Laurent Wauquiez (Haute-Loire)
|            | Parti | Siège |
| ---------- | ----- | ----- |
| Majorité   |       |       |
|            | LR    | 6     |
|            | DVD   | 3     |
|            | UDI   | 2     |
| Opposition |       |       |
|            | EELV  | 2     |
|            | RN    | 2     |
|            | PCF   | 1     |
|            | PS    | 1     |
|            | DVD   | 1     |

### Maires

Carte des 323 communes de la Loire au 1er janvier 2022.

| Commune                  | Maire             |  | Parti | Élection | Population |
| ------------------------ | ----------------- |  | ----- | -------- | ---------- |
| Andrézieux-Bouthéon      | François Driol    |  | DVC   | 2020     | 10 312     |
| Le Chambon-Feugerolles   | David Fara        |  | DVD   | 2020     | 12 307     |
| Firminy                  | Julien Luya       |  | DVD   | 2020     | 17 128     |
| Montbrison               | Christophe Bazile |  | DVD   | 2014     | 16 098     |
| Riorges                  | Jean-Luc Chervin  |  | PS    | 2014     | 11 034     |
| Rive-de-Gier             | Vincent Bony      |  | PCF   | 2020     | 15 457     |
| Roanne                   | Yves Nicolin      |  | LR    | 2014     | 35 364     |
| Saint-Chamond            | Axel Dugua        |  | LR    | 2023     | 35 586     |
| Saint-Étienne            | Gaël Perdriau     |  | DVD   | 2014     | 172 569    |
| Saint-Just-Saint-Rambert | Olivier Joly      |  | DVD   | 2014     | 15 579     |